# Enceinte urbaine en Gaule romaine

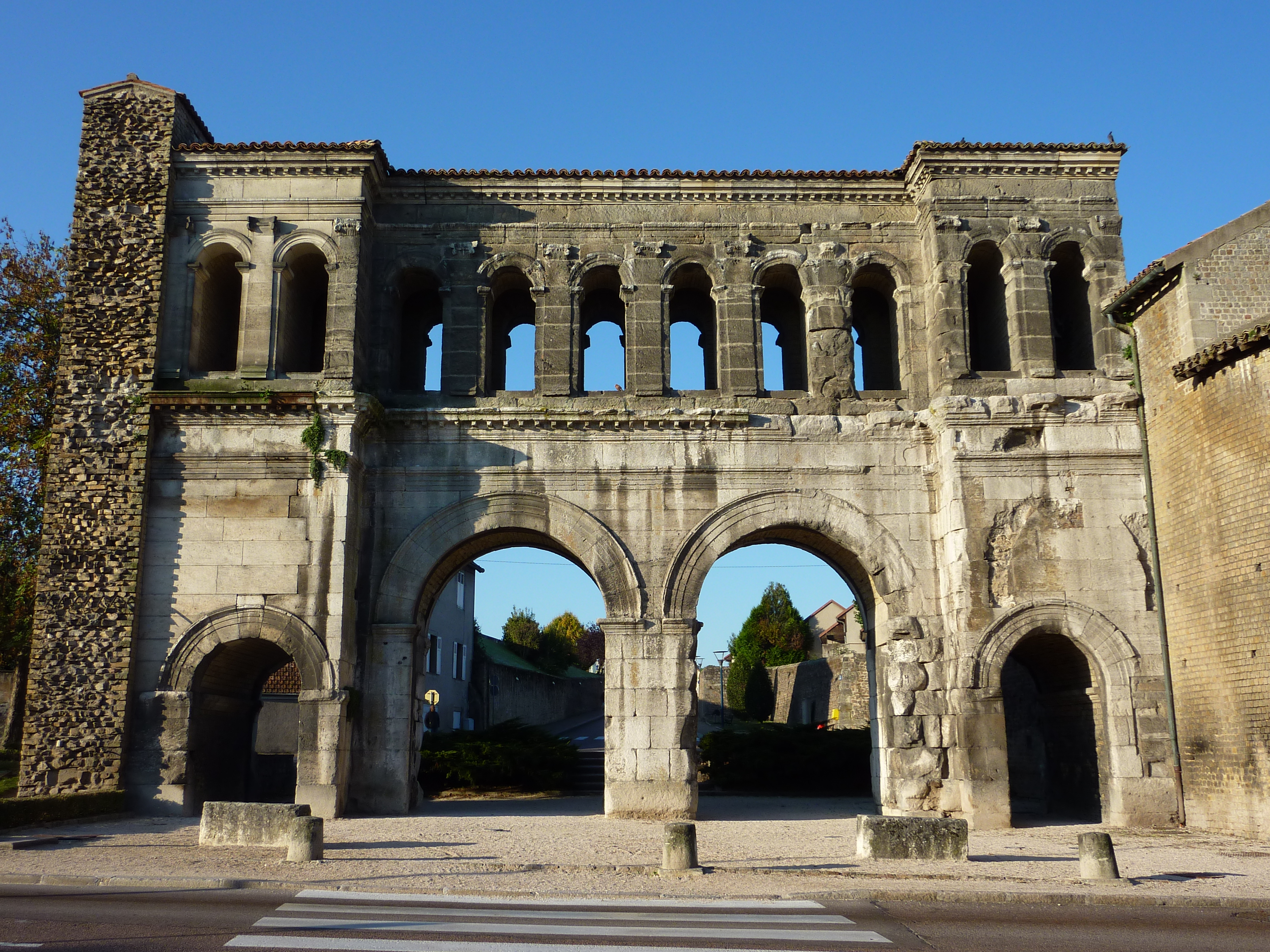
La porte Saint-André à Autun.
(enceinte du Haut-Empire.)

Une enceinte urbaine en Gaule romaine est un dispositif fortifié associant remparts, portes et tours, érigé autour des villes de Gaule entre la fin de la conquête romaine de la Gaule et la fin de l'empire romain.
Les enceintes de ce type peuvent être schématiquement séparées en deux groupes. Les enceintes du Haut-Empire, construites entre 27 av. J.-C. et le milieu du IIIe siècle, à l'époque de la Pax Romana, sont peu nombreuses ; elles englobent de grands périmètres, au-delà même parfois de la zone urbanisée, et semblent avoir une vocation symbolique plutôt que défensive. Les enceintes du Bas-Empire, beaucoup plus nombreuses, ont été construites entre dans la seconde moitié du IIIe siècle et 370, pour la grande majorité d'entre elles ; de longueur réduite, pourvues d'imposants dispositifs défensifs, leur vocation militaire est clairement établie.

## Les enceintes du Haut-Empire

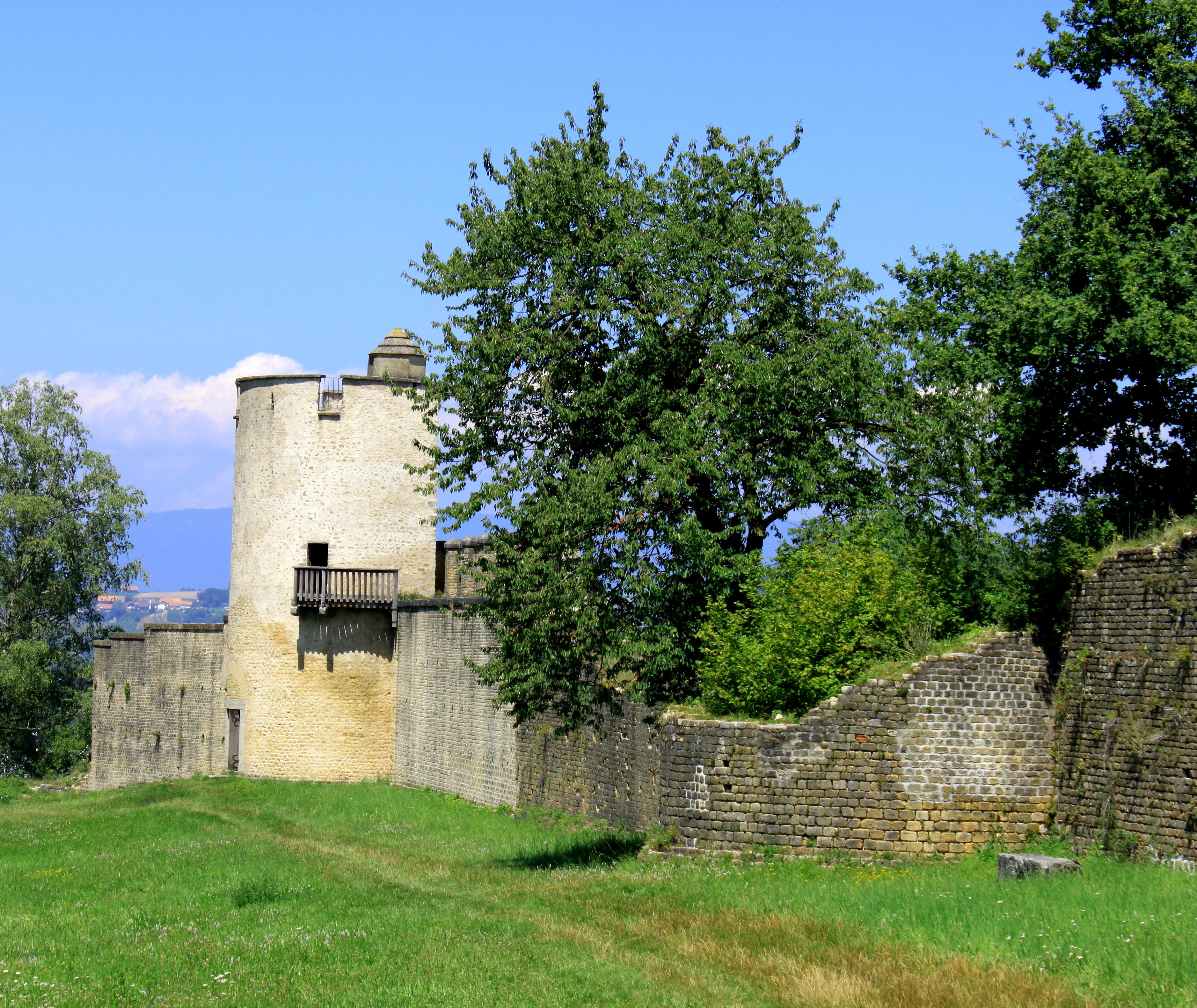
L'enceinte du Haut-Empire à Avenches (Suisse).

La majorité des chefs-lieux de civitates ont été fondée entre l'aboutissement de la conquête de la Gaule sous le principat d'Auguste, soit entre 27 av. J.-C. et 14 apr. J.-C.. Pour une très grande partie de ces villes gallo-romaines, la Pax Romana qui régnait alors ne nécessitait pas la création de systèmes défensifs. Dix-huit villes se sont toutefois dotées d'une enceinte ; ce furent en majorité des colonies comme Vienne (Colonia Iulia Viennensis), toutes situées à l'est d'une ligne allant de Tongres à Arles, ainsi que dans le Roussillon. La construction s'est déroulée, pour la grande majorité des villes, au tournant de notre ère. Un plus petit nombre d'enceintes a été édifié plus tard, jusqu'à la fin du IIe siècle comme à Cologne sous Claude ou à Trèves à la fin du IIe siècle. En dehors des singularités de chaque situation, certaines caractéristiques sont communes à l'ensemble des enceintes.

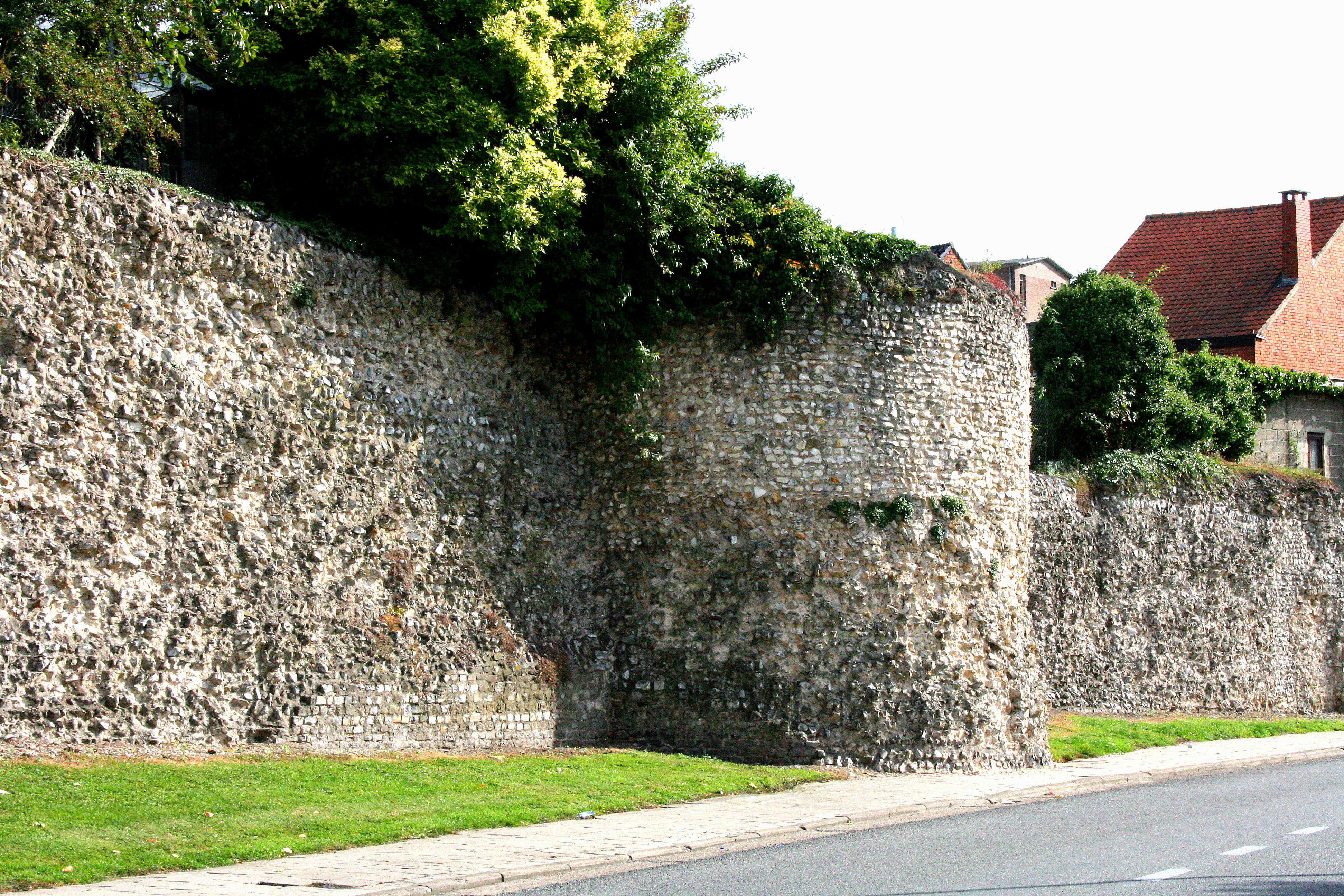
L'enceinte du Haut-Empire à Tongres.

La surface remparée est importante, de 35 hectares à Fréjus jusqu'à 285 hectares à Trèves et le tracé de l'enceinte suit le relief en débordant parfois très largement la zone urbanisée. La muraille ne repose que sur des fondations réduites (elles sont même parfois absentes), son épaisseur est relativement faible (2,20 à 3 m), sa hauteur modérée (souvent inférieure à 6 m) et des portes monumentales sont ménagées, comme à Autun (Augustodunum) ou à Trèves ; tout au long du tracé de la courtine sont implantées des tours, généralement de plan circulaire ou en forme de U.
Une muraille d'une telle dimension est pratiquement impossible à défendre, sauf à y consacrer une garnison importante et si de telles enceintes avaient malgré tout un rôle défensif, peut-être principalement dissuasif vis-à-vis d'attaquants mal organisés ou peu assurés, elles devaient surtout marquer le territoire de la ville et en signifier l’importance et le prestige.

## Les enceintes fortifiées du Bas-Empire

L'enceinte du Bas-Empire au Mans.

La situation change totalement sous le Bas-Empire où de nombreuses cités élèvent des enceintes. Il faut probablement en voir une explication dans la crise qui secoue alors l'Empire romain. L'une des conséquences de cette crise du troisième siècle est la désorganisation des troupes militaires sur la frontière du limes germanique. Les premières « invasions » barbares se produisent alors, d'abord en 233-234, puis à plusieurs reprises jusqu'à l'alerte la plus grave en 275. Il semble que, face à ce constat d'échec de la défense aux frontières de l'Empire, l'administration ait encouragé la construction d'enceintes réduites dans les chefs-lieux de civitates. Le sentiment d'insécurité est accru par les exactions de pillards, les Bagaudes, dont les bandes qui sont composées pour partie de soldats déserteurs opèrent sur le territoire des provinces romaines en Gaule.

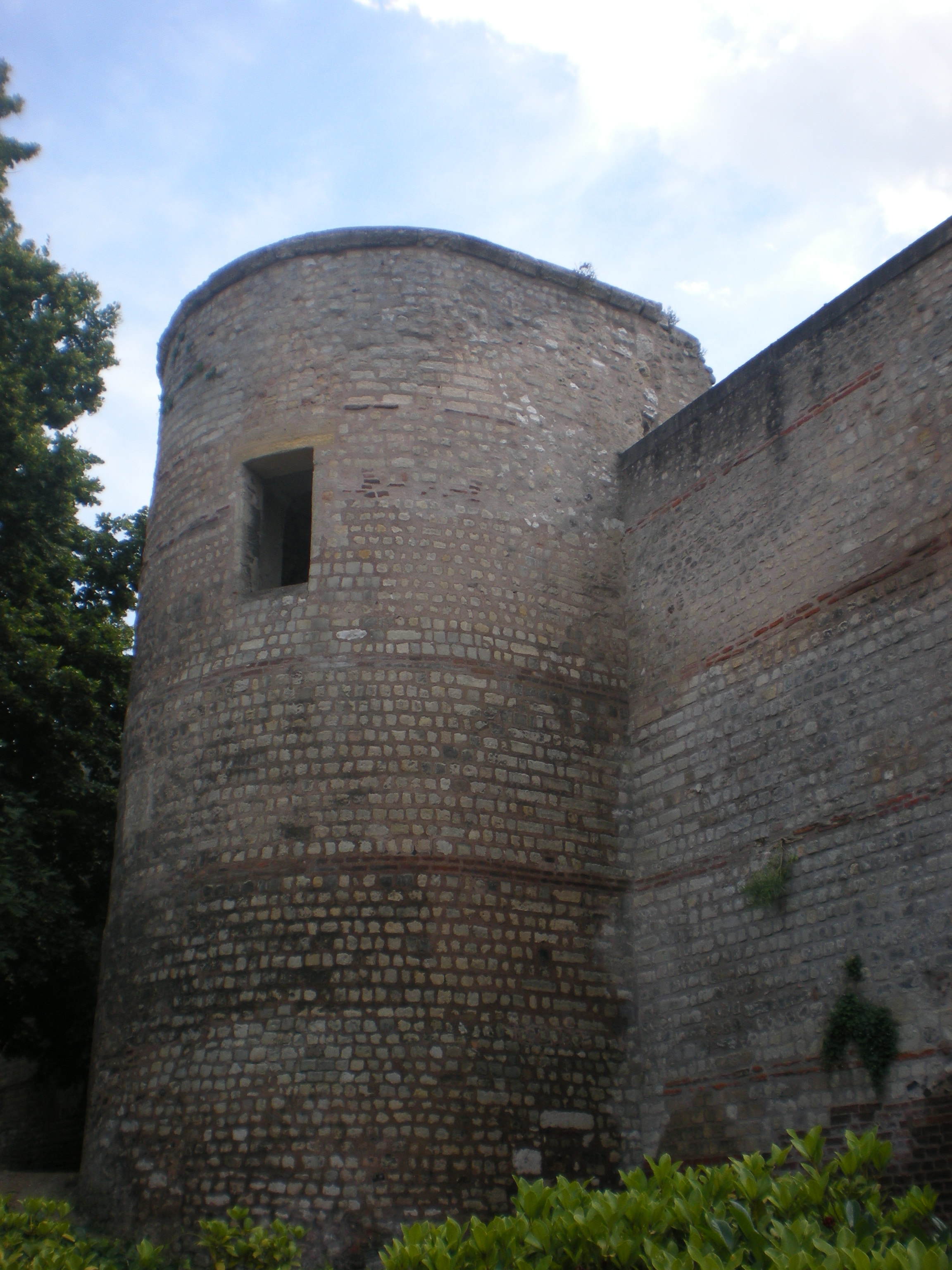
Tour et remparts de Beauvais.

Le périmètre de ces enceintes, souvent réduit (840 m à Senlis ou 2 600 m à Poitiers), sans commune mesure avec celui des enceintes du Haut-Empire, est facile à défendre et, lorsque c'est possible, un édifice public du Haut-Empire est intégré au système défensif comme bastion ; ce peut être un amphithéâtre (Périgueux, Poitiers, Metz, Tours, Lillebonne), les galeries d'un forum (Bavay) ou des arcs commémoratifs (Reims). La forme de ces enceintes est simple, dérivée d'un quadrilatère ou d'un ovale.
Les nouvelles enceintes affichent clairement leur vocation défensive ; la muraille est épaisse (souvent plus de 3 m), haute (8 à 10 m au moins), renforcée par des tours et percée de portes peu nombreuses et assez étroites, loin des portes monumentales des enceintes du Haut-Empire. La construction fait appel, totalement ou partiellement, au remploi de matériaux provenant d'édifices antérieurs démontés et, fait nouveau, consacre l'emploi de lits de briques alternant avec le petit appareil (opus mixtum) dans l'édification de la courtine, elle-même élevée sur des fondations imposantes composées de grands blocs. La construction de ces fortifications tardo-antiques ne se fait pas dans l'urgence, mais selon des plans soigneusement élaborés dans la période plus calme de la fin du IIIe siècle et le souci esthétique est manifeste pour plusieurs de ces réalisations comme au Mans.
Souvent restaurées et surélevées au Moyen-Âge, la plupart de ces murailles pallieront efficacement à la défense des villes pendant plus d'un millénaire.

## Comparaison des deux types d'enceinte
Le tableau ci-dessous compare en les simplifiant les caractéristiques des enceintes du Haut et Bas-Empire.
| Caractéristique             | Haut-Empire                                      | Bas-Empire                                        |
| --------------------------- | ------------------------------------------------ | ------------------------------------------------- |
| Époque de construction      | Ier siècle                                       | IVe siècle                                        |
| Fréquence et répartition    | assez rares (18 recensées) généralement colonies | très fréquentes chefs-lieux de civitates          |
| Fonction                    | avant tout symbolique                            | défensive                                         |
| Développement de l'enceinte | souvent plusieurs dizaines d'hectares            | généralement quelques hectares                    |
| Épaisseur de la muraille    | entre 2,20 et 3 m                                | entre 2,50 et 4,50 m                              |
| Hauteur de la muraille      | entre 5 et 8 m                                   | entre 8 et 10 m                                   |
| Matériaux                   | matériaux « neufs » (petit ou moyen appareil)    | remploi (grands blocs, petit appareil et briques) |
| Accès                       | portes monumentales                              | portes réduites, poternes                         |
| Tours                       | espacées le long de la courtine                  | resserrées le long de la courtine                 |

## Pour en savoir plus